# 艾蒂安·巴克洛
艾蒂安·巴克洛（法語：Étienne Bacrot，1983年1月22日—），法国国际象棋棋手，出生于里尔。
巴克洛4岁便开始学棋。1997年3月，他获得了国际象棋特级大师称号，并以14岁2个月的年龄打破了当时最年轻特级大师的纪录。其最高排名为世界第九（2005年1月），最高等级分则为2013年11月创下的2749分。